# ألفرد كود
ألفرد كود هو سياسي كندي، ولد سنة ( 1843  م).